# Devin Lytle
Devin Lindsey Lytle (* 23. Dezember 1988 in Atlanta, Georgia, USA) ist eine US-amerikanische Schauspielerin, Model und Tänzerin.

## Leben
Lytle wurde in Atlanta geboren und verbrachte ihre Kindheit dort. Im Jahr 2011 graduierte sie an der University of Michigan mit einem BFA in Acting und einem BA in Englisch. Am bekanntesten ist Lytle für ihre Darstellung der Südstaatenschönheit Cho Chang in A Very Potter Musical und A Very Potter Sequel, die der Miss Cooter in Me and My Dick. Im Prolog von StarKid Productions Starship übernahm sie die Rolle eines Starship-Rangers. Lytle war auch in der Webserie Post-Grad. Momentan lebt sie in Los Angeles und studiert in den John Rosenfeld Studios. Wenn sie nicht schauspielert, unterrichtet Lytle Poledance. Auch ist sie bei BuzzFeed aktiv.

## Filmografie
- 2008: Leila (Leila)
- 2010: The Lady's Room (Mädchen 1)
- 2010: Margaret and Izzey (Margaret)
- 2011: Work/Study (Angie)
- 2012: C'est Magique! (Mädchen)
- 2013: Apex (Jill)
- 2013: Bitter Strippers (Morgana Freeman)
- 2013: Post-Grad (Devin Lytle)
- 2013: Joe Moses Show (Devin Lytle)

## Theaterproduktionen
- 2008: Stolz und Vorurteil (Jane Bennet)
- 2009: A Very Potter Musical (Cho Chang)
- 2009: Me and My Dick (Miss Cooter)
- 2010: A Very Potter Sequel (Cho Chang, Charlie Weasley)
- 2010: Orpheus Descending (Carol Cutrere)
- 2011: Hexenjagd (Elizabeth Proctor)
- 2011: Starship (Starship-Ranger)
- 2012: A Very Potter Senior Year (Cho Chang, Charlie Weasley)